# جبل القوفية (ذي السفال)

تعديل مصدري - تعديل

جبل القوفية محلة تابعة لقرية دار الجامع، التابعة لعزلة وادي ضباء بمديرية ذي السفال إحدى مديريات محافظة إب في الجمهورية اليمنية، بلغ تعداد سكانها 28 حسب تعداد اليمن لعام 2004.